# Orosz István (színművész)
Orosz István (Megyaszó, 1949. november 10. –) magyar színész.

## Életpályája
1972–től az Állami Déryné Színház, 1978–1981 között a Józsefvárosi Színház tagja volt. 1981–1983 között a Radnóti Színpad színművésze volt. 1983–1990 között a Mafilmnél dolgozott. 1990–1991 között a Thália Színház és az Arizona Színház foglalkoztatta. 1991 óta szabadfoglalkozású színművész.

## Szerepeiből

### Színházi szerepeiből
- Molière: Tartuffe... Valér
- Friedrich Schiller: Stuart Mária... Dudley
- Iszaak Emmanuilovics Babel: Alkony... Fomin
- Friedrich Dürrenmatt: Meteor... Schafroth
- George Bernard Shaw: Segítség,! Orvos... riporter
- Lev Nyikolajevics Tolsztoj: Háború és béke... Nyikoláj Rosztov
- Rudi Strahl: Éva és Ádám... Scmidt Ádám, gépkocsivezető
- Kazimir Károly: Szép asszonyok egy gazdag házban... Csing Tung
- Örkény István: Macskajáték... pincér
- Gyárfás Miklós: Dinasztia... Kalász Márton
- Tóth Miklós: Jegygyűrű a mellényzsebben... Pálos Imre
- Kaposy Miklós: Egy komisz kölök naplója... Hoffmann úr

### Filmes és telelevíziós szerepeiből
- Reset (színes, magyar kis játékfilm, 2007) színész
- Komédiások – Színház az egész... (színes, magyar vígjátéksorozat, 2000) (tv-film) színész
- Az öt zsaru (színes, magyar krimisorozat, 1998) (tv-film) színész
- Frici, a vállalkozó szellem (színes, magyar vígjátéksorozat, 1993) (tv-film) színész
- Uborka (színes, magyar szórakoztató műsor, 1992) (tv-film) szinkronhang
- Angyalbőrben (színes, magyar vígjátéksorozat, 1989) (tv-film) színész
- Randevú Budapesten (színes, magyar krimi, 1989) (tv-film) színész
- Szomszédok (1987), színész
- T.I.R. (színes, olasz-magyar tévéfilmsorozat, 1985) (tv-film) színész
- Csak semmi pánik (színes, magyar akció-vígjáték, 1982) színész
- Menni, vagy nem menni? (színes, magyar oktatófilm) színész
- A bűvös tükör (magyar ismeretterjesztő film) (tv-film) közreműködő

### Videojáték
- League of legends - Graves, Urgot